# Dennis Herbert (1er baron Hemingford)
 (octobre 2020).
Pour les articles homonymes, voir Herbert.
Dennis Henry Herbert, 1er baron Hemingford (25 février 1869 - 10 décembre 1947), est un homme politique conservateur britannique.

## Biographie
Herbert est le fils aîné du révérend Henry Herbert, recteur de Hemingford Abbots dans le Huntingdonshire. Il est élu à la Chambre des communes comme député de Watford aux élections générales de 1918, siège qu'il occupe jusqu'en 1943. De 1928 à 1929, il est vice-président de Ways and Means et de 1931 à 1943, président de Ways and Means (vice-président de la Chambre des communes). Nommé Chevalier Commandeur de l'Ordre de l'Empire britannique en 1929 Herbert est admis au Conseil privé en 1933 et le 1er février 1943, il est élevé à la pairie comme baron Hemingford, de Watford dans le comté de Hertford.
Lord Hemingford épouse Mary, fille de Valentine Graeme Bell, en 1903. Il meurt en décembre 1947, âgé de 78 ans, et est remplacé à la baronnie par son fils Dennis George Ruddock Herbert. Lady Hemingford est décédée en 1966.
Entre 1918 et 1943, Herbert vit dans une villa victorienne au 36 Clarendon Road, Watford. Ce bâtiment classé est ensuite utilisé comme bureau d'enregistrement jusqu'à sa démolition en 2015 par le conseil du comté de Hertfordshire pour faire place à un bloc d'appartements et de bureaux.